# A-landskamp
A-landskamp är inom bland annat fotboll och ishockey en benämning för seniorlandskamper.
Världsfotbollsförbundet Fifa har regler för olika sorters landskamper där A-landskamper är en av kategorierna. En A-landskamp benämns allmänt bara som landskamp. Andra typer av landskamper är till exempel landskamper i OS och B-landskamper.